# 桃園客運
桃園汽車客運股份有限公司（英語：Taoyuan Bus Company, Ltd.），簡稱桃園客運、桃客、TYBUS，於1903年成立，公司總部位於桃園市桃園區，為桃園市的地方客運公司，主要以桃園車站以及中壢車站為中心，經營桃園市的市區公車路線，其中部分路線亦服務至新北市及新竹縣（如5027路〔中壢—後湖〕營運至新竹縣新豐鄉後湖村；5109路〔大溪—高遶〕因應新竹客運關西-復興線停駛，而延駛羅馬公路至新竹縣關西鎮李屋地區，可與新竹客運往關西之5638路線相互接駁，維持羅馬公路之客運運輸）。此外亦營運國道客運往來台北市及新北市。
營運範圍大致如下：
- 桃園市：全區
- 臺北市：中正區、大同區、士林區、中山區、松山區、內湖區、信義區
- 新北市：新莊區、林口區、三峽區、鶯歌區、土城區、板橋區、泰山區
- 新竹縣：新豐鄉、關西鎮。

## 歷史

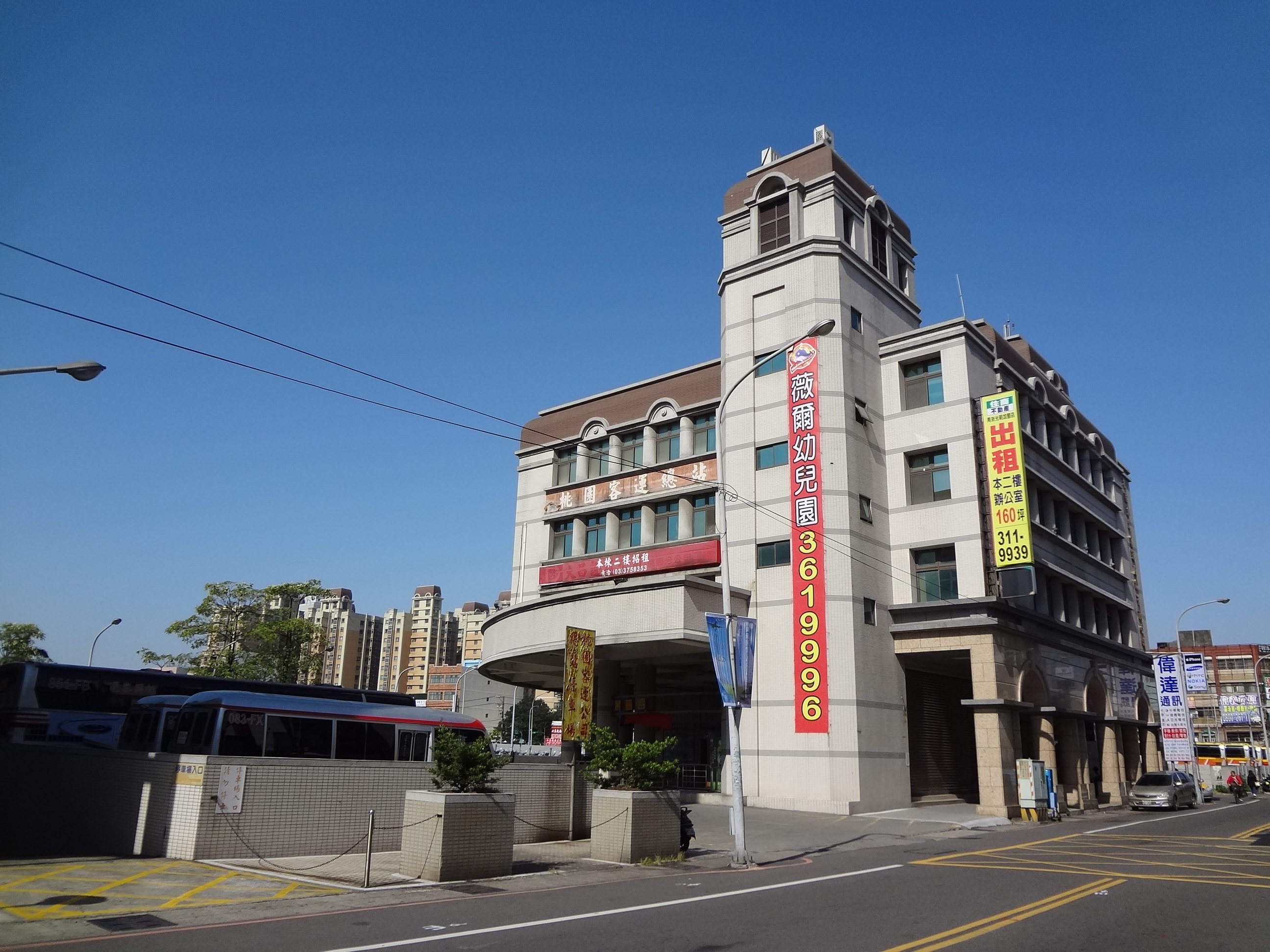
桃園客運總部

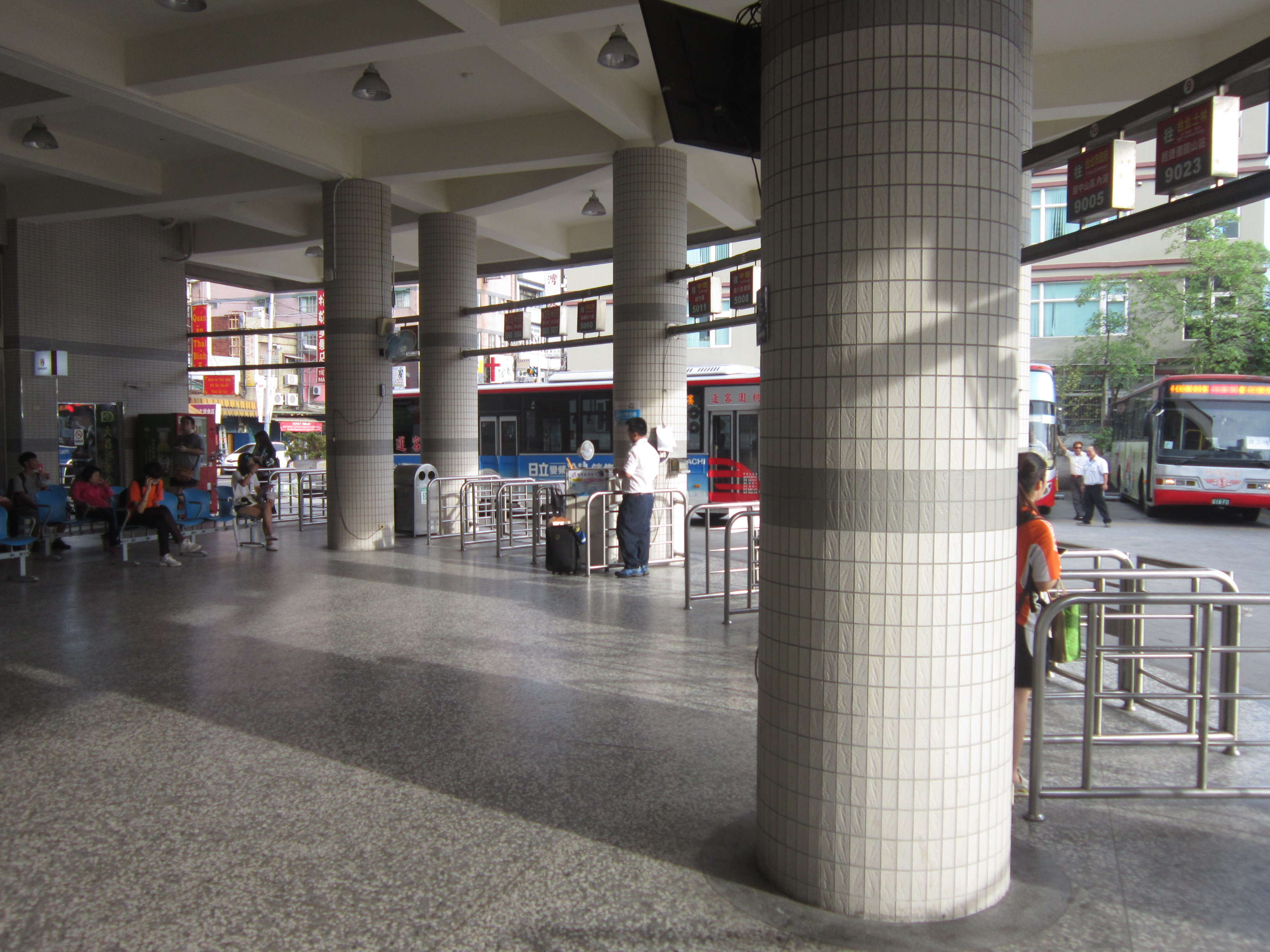
桃園客運位於桃園後火車站的總站候車站台

- 1903年：桃崁輕便鐵道會社創立，是日治時期第一家純以交通營運為目的民營輕便軌道會社，主要由舊地方士紳經營，並受官方桃仔園廳之獎勵、推進與干涉。[1][2]
- 1912年：改制為桃園輕便鐵道公司。[3]
- 1920年3月：改制為桃園軌道株式會社，經營、人事始擺脫官方干涉，經營幹部之學歷大多轉為受新式教育。
- 1943年5月：改為專營汽車客運，改名為桃園交通株式會社。[3]
- 1945年：桃園交通株式會社改名為桃園交通股份有限公司。[3]
- 1947年：桃園交通股份有限公司改名為桃園汽車客運股份有限公司。[3][4]
- 1988年：2月，桃園客運發生怠駛事件。桃園客運工會在曾茂興的帶領下，罷工5天。[5]
- 1995年：8月，「桃園—臺北長庚—松山機場」營駛。
- 1996年：桃企廣告股份有限公司開業。
- 1999年：桃企大飯店開業；桃園客運桃園總站發生火災。
- 2001年：開始營駛桃園縣各鄉鎮市公所開辦之免費公車；6月，與三重客運及臺北客運聯營「桃園－臺北北門」及「大溪—臺北」路線。
- 2003年：企業分割設立桃客資產開發股份有限公司；3月，舉辦百年周年記念活動。
- 2004年：與中壢客運、新竹客運聯營「龜山—楊梅」、「大溪—林口長庚」、「龍潭—林口長庚」路線。
- 2005年1月：與三重客運聯營「9005 桃園—台北市政府」路線。
- 2007年：電子票證系統「臺灣通」啟用。
- 2008年：營駛臺灣高鐵公司開辦高鐵免費快捷專車。
- 2010年：與中壢客運聯營交通部觀光局臺灣好行觀光巴士慈湖線；4月，與臺北客運聯營「桃園—捷運劍潭站」、「中壢—松山機場」路線。
- 2010年11月15日：在龜山區忠義路發生遭拖吊車撞翻949-FL（今406-FT）的事故[6]，造成4死12傷的慘劇[7][8][9]。
- 2010年－2011年：桃園客運在這段期間，為部分固亞車輛加裝車尾LED廣告。
- 2011年11月30日：首次引進低地板車輛
- 2012年10月17日：與中壢客運聯營 「BR　桃園—捷運輔大站」、「601　內壢—捷運輔大站」2條路線。（捷運迴龍站通車後改為「BR　桃園—捷運迴龍站」、「601　內壢—捷運迴龍站」）
- 2013年4月6日：營駛交通部觀光局開辦臺灣好行觀光巴士小烏來線
- 2013年10月22日：與長榮巴士聯營 「GR　桃園—好市多」路線。（現桃園—捷運坑口站，且已與長榮巴士停止聯營）
- 2014年6月4日:新增「GR2 桃園—八德」路線。
- 2014年12月29日：與首都客運聯營新北市公車「952板橋—南崁」路線（路線由新北市政府交通局管轄。
- 2015年9月29日：新增「188 桃園市政府—中正藝文特區」及「707A 桃園市政府—桃園棒球場（即現今707）」路線。
- 2016年3月1日：臺灣通支付功能全面停用。
- 2016年7月1日：新增「169A 中壢—華勛社區(延駛內壢火車站)」路線。
- 2016年7月4日：與新竹客運聯營交通部觀光局臺灣好行觀光巴士親子樂園線。(現臺灣好行石門水庫線)
- 2016年8月6日：新增「505 濱海觀光公車」路線。
- 2016年11月8日：新增「202 體育大學—工四工業區」路線。
- 2016年12月1日：77條公路客運路線，移撥為桃園市市區公車路線
- 2017年9月：5086路線新增開南大學校內站。
- 2018年3月12日：新增「209 陸光二村—捷運山鼻站」路線。
- 2018年5月18日：新增「711 中壢—林口長庚醫院(經中正藝文特區)」路線。
- 2018年5月29日：臺灣桃園地方檢察署指揮法務部調查局桃園市調查處搜索、帶回董事長吳運豐等核心幹部和車商等12名被告，因2016年間桃園客運增購85輛大客車與低底盤公車，涉嫌假造不實契約、發票、會計憑證等，與車商掛勾，以購入大客車或低底盤公車「低價高報」的方式，向交通部公路總局申請較高額的補助款，溢領新臺幣1244萬元。[10]
- 2018年6月26日：新增「712 龍潭—捷運永寧站」路線。
- 2019年2月1日：原「9103 台北—大溪(經貨饒村)」縮駛為「9103 板橋—大溪(經貨饒村)」，裁撤板橋車站到台北間所有站位。
- 2019年5月1日：新增「189 桃園後站—經國轉運站(經市政府、武陵高中、龍安街、藝文特區)」路線，原188A正名為「188 桃園後站-中正藝文特區(經桃園監理站)」
- 2019年5月8日：新增「302（原707路線） 桃園後站—高鐵桃園站(經南崁奉化路、大竹)」路線。
- 2019年6月1日：新增「702A 大溪—林口長庚醫院（經八德）」試辦路線。（2019年9月13日停駛）
- 2019年6月11日：桃園客運2016年11月利用購買低底盤公車，和廠商謀議把議價金額虛報為3億7600萬元，向公路總局詐得1244萬多元補助款，檢方今日偵結，依詐欺等罪嫌起訴桃客董事長吳運豐等11人。[11]
- 2019年8月1日：新增「212 大溪—龍潭(經九龍里)」、「212A 大溪—龍潭(經九龍里)［繞駛仁善街］」試辦路線。(2019年11月16日停駛，2020年6月1日配合L709轉型付費公車復駛)
- 2019年9月1日：龍潭新站啟用，舊站封閉，龍潭舊站站名改為中正北龍路口，於舊站中正路走廊候車，車輛調度維修保養皆改至新站。
- 2020年5月1日：新增「316 林口長庚—蘆竹區公所」試辦路線。(2020年11月1日停駛)
- 2020年5月11日：新增「318 蘆竹區公所—林口長庚(經山腳)」試辦路線。(2020年11月4日停駛)
- 2020年6月1日：新增「307 蘆竹區公所—開南大學」、「307A 蘆竹區公所—開南大學（繞駛桃園醫院）］路線。
- 2020年7月1日：新增「302A 高鐵桃園站—蘆竹區公所（高鐵桃園站單向發車）」路線。
- 2020年8月1日：樂活巴桃園區L101、L102、L103、L105、L106、L107、L108、L109；中壢區L201、L202、L203、L205；平鎮區L212、L213；龜山區L322、L323；大園區L501；龍潭區L720，轉型市區公車。
- 2020年9月1日：營駛交通部觀光局開辦臺灣好行觀光巴士東眼山線「506 桃園客運大溪總站—東眼山國家森林遊樂區」路線。
- 2020年9月7日：「132A 中壢—中央大學—高鐵桃園站」路線調整為「173 中央大學—高鐵桃園站」路線。
- 2020年10月1日：新增「158 大坪頂環狀紅線」、「158A 大坪頂環狀紅線（繞駛長庚國小）」、「159 大坪頂環狀綠線」試辦路線。(2021年1月1日停駛)
- 2020年11月1日：新增「316A 蘆竹區公所—林口長庚」試辦路線。(2021年4月1日停駛)
- 2020年12月1日：新增「701B 龍岡圓環—林口長庚」試辦路線。(2021年2月10日停駛)
- 2021年3月9日：位於桃園區興中街修車廠之中巴充電站在中午12時30分冒出黑煙，初步了解起火點為充電站左後方，造成3輛申沃電動低底盤、4輛華德電動中巴燒毀。
- 2021年5月4日：「9102 臺北—台一線—桃園」公路客運路線停駛；「5009 桃園—新莊(經台一線)」路線配合調整動線及班次，並與三重客運聯營。
- 2021年6月1日：原中壢客運「172 中央大學—高鐵桃園站（經領航南路）」、「173 中央大學—高鐵桃園站」路線，變更為桃園客運與中壢客運聯營。
- 2021年8月16日：新增「303 大溪—鶯歌(經八德)」試辦路線。（2022年2月16日停駛）
- 2022年4月11日：新增「701A 國軍桃園總醫院—中壢」路線。
- 2022年6月1日：「301 楊梅—桃園」、「301A 楊梅—龜山」路線改為獨營，並取消例假日班次。
- 2022年6月6日：原「9103 板橋—大溪(經貨饒村)」縮駛為「9103 頂埔—大溪(經貨饒村)」，裁撤板橋車站到捷運頂埔站間所有站位。
- 2022年8月22日：新增「302B 桃園—桃園國際棒球場(經大竹)」試辦路線。（2023年2月22日停駛）
- 2022年9月1日: 新增「261 桃園—銘傳大學(桃園校區)」、「262 銘傳大學(桃園校區)—捷運迴龍站」路線。(262路線於2023年2月6日改為循環線)
- 2022年10月1日：新增「228A 桃園區公所—中路藍線(經大湳)」、「701B 龍岡圓環—長庚醫院」試辦路線。（228A路線於2023年1月1日停駛）
- 2023年2月26日：「5022A 桃園—竹圍(經南崁)[繞駛捷運坑口站]」路線新增繞駛遠雄自貿園區。
- 2023年3月20日：「209 捷運山鼻站—同心一路」、「209A 捷運山鼻站—同心一路(繞駛銘傳大學)」、「209B 捷運山鼻站—同心一路(繞駛銘傳大學)」路線停駛。另新增「309 銘傳大學—捷運山鼻站」試辦路線。
- 2023年4月6日：原「701B 龍岡圓環—長庚醫院」試辦路線變更為「718 建安宮—長庚醫院」續辦。（2023年10月6日停駛）
- 2023年4月15日：原「5001 桃園—三峽(經中湖)」縮駛為「5001 桃園—鶯歌(經中湖)」。（2023年7月1日停駛）
- 2023年6月5日：「9103 頂埔—大溪(經貨饒村)」路線停駛，新增「263 大溪—恩主公醫院」試辦路線。(試辦成效良好於2023年12月5日轉為正式路線)。
- 2023年6月5日：原「5005 桃園—三峽(經尖山)」縮駛為「5005 桃園—鶯歌(經尖山)」。（2024年1月15日停駛）
- 2023年8月1日：原「171 中壢—捷運環北站」路線配合機場捷運A22捷運老街溪站通車，更改行駛路線為「171 中壢—捷運老街溪站」。
- 2023年9月20日：「309 銘傳大學—捷運山鼻站」試辦路線，9月1日更改行駛路線，9月20日改號309A繼續試辦。（309A路線於2024年3月19日停駛）
- 2023年11月1日：新增「5050A 石門水庫—龍潭(經中正路)」試辦路線。
- 2023年12月1日：新增「5081A 中壢—大園(經義民路、下洽溪)」路線。
- 2024年1月1日：「601 內壢復興宮—捷運迴龍站」中壢客運退出營運，「5009 桃園—新莊」三重客運退出營運，兩條路線桃園客運獨營。
- 2024年1月15日：「5005 桃園—鶯歌(經尖山)」路線停駛，新增「265 桃園—鶯歌火車站」試辦路線。
- 2024年3月20日：新增「309B 銘傳大學—捷運山鼻站」試辦路線（由原309A路線改號）。
- 2024年4月8日：「103 桃園—華映公司」路線配合八德轉運站啟用調整動線，更改行駛路線為「103 桃園—八德轉運站」；「701 國軍桃園總醫院—長庚醫院」、「702 大溪—林口長庚醫院」路線調整林口端僅停靠桃園長庚轉運站。
- 2024年6月20日：原「309B 銘傳大學－捷運山鼻站」試辦路線縮駛為「309B 銘傳大學－蘆竹區公所」。
- 2024年7月15日：「265 桃園—鶯歌火車站」試辦路線停駛，新增「265A 桃園—鶯歌火車站」試辦路線。
- 2024年9月20日：「309B 銘傳大學－蘆竹區公所」試辦路線停駛，新增「309C 銘傳大學－蘆竹區公所」試辦路線。
- 2024年12月1日：「239龍潭－北水局」路線因整體營運規劃考量，取消停靠「龍潭衛生所」，調整為「桃園客運龍潭新站」發車。
- 2024年12月2日：「265A 桃園—鶯歌火車站」路線配合臺鐵鳳鳴臨時站啟用，新增行駛路線「265B 桃園—鶯歌火車站(繞駛鳳鳴火車站)」。
- 2025年3月20日：「309C 銘傳大學－蘆竹區公所」試辦路線，轉為「309 銘傳大學－蘆竹區公所」正式路線。
- 2025年5月26日：「【227】桃園區公所-中路紅線」及「【227A】桃園區公所-中路紅線(繞龍泉六街底)」轉型「桃小巴」，並由捷乘客運接駛營運
- 2025年8月13日：「【5028】新屋－下北湖」、「【5083】捷運大園站－潮音」、「【5084】捷運大園站－苗圃橋」、「【5085】捷運大園站－沙崙」轉型「桃小巴」，並由捷乘客運接駛營運

### 罷工事件
1988年2月14日，當時任職於桃園客運的曾茂興，抗議公司不同意加發年終獎金、紅利及改善休假制度，帶領產業工會發動台灣公路客運業界第一次的罷工抗爭，這件事引發了之後一連串的客運罷工潮。

## 車型
桃園客運的市區公車1990年代多以Isuzu（包括NQR中巴）與Hino為主，2004年12月購入成運大宇BS車款；
國道客運部分近年也改以Mitsubishi Fuso與Hino氣墊巴士加強服務。
在鄉鎮市免費公車的部分，中型巴士分別有Toyota Coaster與Fuso Rosa，以往採用藍色塗裝，但近年來也將部分塗裝改成與大型巴士相近的紅色系線條塗裝。
往年成車是由豐榮鐵工廠（2001年前）、建大車體（1998年─2004年，2003年其中一批由鉅巃車體打車，2005年遊覽車由達興汽車打造）、固特汽車（2004年、2005年）進行打造；2004年，桃園客運亦曾引進一批與大有巴士同款的Daewoo車輛，2006年的HINO遊覽車則由鉅巃車體廠打造，2007年的五十鈴四期環保中巴與大巴則由鉅巃車體廠打造。而在2008年，國道客運車由桃園的鑫威車體打造。國道車和遊覽車2008年開始交由總盈車體打造，固亞車體（前固特汽車改組而來）打造2008～2014年的HINO市區公車和普遊車）客運巴士。近年來已經不採用五十鈴車款，在2011年有採購豐田原裝進口巴士和2011固亞HINO車和韓國現代巴士（現代巴士配置至中壢站(原配桃園總站)<僅有一部439-FT>，已歸還總盈車體）。
桃園客運在2011年，首度引進低底盤公車，車輛廠牌為瑞典VOLVO，車體由唐榮車體承造(2013年由大吉車體承造)，目前桃客已引進38部。
桃園客運所有車輛已在2012年3月1日啟用“多卡通感應機”。
2012年向台灣立凱電租用低底盤電動巴士041-FV，2013年購買中國大陸申沃低底盤電動巴士091-FV～097-FV，目前全數停用中；接著於2014年續購申沃低底盤電動巴士067-FV~073-FV 167-FV~168-FV 177-FV，目前桃客已引進15部。
2012向台灣立凱電租用電動車042-FV和043-FV，行駛中壢免費公車。
2013年首度引進大宇DAEWOO BS120CN (五期引擎)低底盤公車，接著2014年續購本車型，目前桃客已引進25部。
2015年首度引進宇通YUTONG ZK6128HG低底盤公車及ZK6118HGA一般底盤公車，低底盤17部，一般底盤5部，2016年續購低底盤公車10部，一般底盤9部，2017年續購低底盤85部，一般底盤10部，目前桃客已引進低底盤102部，一般底盤24部。
2016年首度引進華德RAC RACE150低底盤電動巴士，目前已引進7部。
2016年首度引進申沃柴油低底盤公車，目前已引進34部。
2016年首度引進日野低底盤公車(固亞車體)，2020年續購本車型(馨盛車體)，目前已引進12部。
2018年首度引進成運 Master MB120NS(五期)低底盤公車，目前已引進8部。
2018年首度引進豐田 Coaster XZB70L-ZEMSYR 中型巴士，接著2019年續購本車型，目前桃客已引進18部。
2018年首度引進日野 FC7JGTZ-AZF中型巴士，目前已引進6部。
2019年所有車輛的寶錄“多卡通感應機”更換為宏碁“多卡通感應機”。
2020年所有低底盤公車(公路客運配車除外)完成"後門感應機"（一車雙機）之安裝。
2022年12月引進弘鉅一般底盤公車，目前桃客已引進12部，具備彩色LED路線顯示器。
2024年，桃園客運引進27輛弘鉅車體製造的'''JIAMA JC290E6-5850'''柴油低地板公車，此車使用桃園客運第三代新塗裝，具備彩色LED路線顯示器

## 路線
依派車責任單位

### 市區公車路線
(包含2016/12/1移撥桃園市公車的所有50xx、51xx開頭的4碼路線，桃園站的5116路除外)
- 桃園公車站
  - 102：桃園－景雲新村
  - 105：桃園－大有路（105A繞駛大業路、105B繞駛國稅局）
  - 109：桃園－新興高中
  - 117：桃園－寶慶路（117A繞駛中埔一街及南平路）
  - 125：桃園－三聖宮
  - 137：桃園－銘傳大學
  - 151：桃園－同安街（先經莊敬路）
  - 152：桃園－同安街（先經大興西路）
  - 157：桃園－八德－新興高中
  - 188：桃園後站－中正藝文特區 [13]
  - 189：桃園後站－經國轉運站 [13]
  - 201：蘆竹－八德 [14]
  - 206：桃園－大竹－高鐵桃園站 （206A繞駛開南大學；206B繞駛捷運領航站、大園高中；206C繞駛開南大學、捷運領航站、大園高中；206D為直達車；206E為直達車繞駛開南大學）[15]
  - 261：桃園 - 銘傳大學
  - 302：桃園總站－捷運領航站－高鐵桃園站 [16]
  - 309：銘傳大學－蘆竹區公所
  - 707：振聲中學－桃園國際棒球場 [13]
  - 5059：桃園－桃園機場[17]
  - 5014：桃園－南崁－南祥路－捷運山鼻站與竹圍站聯合派車
  - 5063：桃園－光華坑－林口 [18]
  - GR：捷運綠線先導公車（桃園－捷運坑口站）
  - GR2：捷運綠線先導公車（桃園－八德區公所）

- 桃園站
  - 262: 銘傳大學－捷運迴龍站 [13]
  - 265: 桃園－鶯歌火車站
  - 5009：桃園－捷運泰山貴和站

- 三峽站
  - 101：桃園- 果菜市場
  - 103：桃園－八德轉運站
  - 107：桃園－大湳 (經中平路、國際路)
  - 113：桃園－幸福社區
  - 139：桃園巨蛋－新庄廟（繞駛大興路）
  - 202：體育大學－工四工業區
  - 220：桃園區公所－環狀紅線（220A繞駛三聖宮）
  - 221：桃園區公所－環狀紅線
  - 222：桃園區公所－環狀藍線（經敏盛醫院）
  - 223：桃園區公所－環狀藍線（經南平路）
  - 225：桃園區公所－後站紅線（225A繞桃園監理站）
  - 226：桃園區公所－後站藍線
  - 228：桃園區公所－中路藍線
  - 236：龜山區公所－兔坑紅線
  - 237：龜山區公所－兔坑藍線
  - 5057：桃園－桃園長庚分院－長庚醫院（5057A單向行駛往長庚醫院繞駛體育大學，5057B繞駛長庚養生村，5057C單向行駛返桃園繞駛大埔、長庚養生村）
  - 5059：桃園－桃園機場[19]
  - 5060：桃園－榮民之家
  - 5063：桃園－光華坑－醒吾科技大學[20]
  - 5065：桃園－捷運體育大學站－體育大學
  - 5068：桃園－福山宮

- 中壢公車站
  - 1路(台一幹線)：中壢分局－內壢－桃園－桃園巨蛋（與中壢客運聯營）[21]
  - 1A：中壢分局－捷運環北站－內壢－桃園－桃園巨蛋（繞駛環北路、中壢高中）
  - 1B：中壢分局－內壢－桃園（延駛桃園榮民醫院）
  - 116：中壢－自立新村
  - 132：中壢－中央大學
  - 135：中壢－內壢高中 (經捷運環北站、啟英高中)
  - 188：桃園後站－中正藝文特區 [20]
  - 189：桃園後站－經國轉運站 [20] (經武陵高中、龍安街、中正藝文特區)
  - 171：中壢－捷運老街溪站
  - 172：中央大學－高鐵桃園站（與中壢客運聯營）
  - 173：中央大學－高鐵桃園站（與中壢客運聯營）
  - 262：捷運迴龍站-銘傳大學[22]
  - 601(萬壽幹線)：內壢－捷運迴龍站
  - 707：振聲中學－捷運領航站－高鐵桃園站－捷運桃園體育園區站－桃園國際棒球場 [20]
  - BR(萬壽幹線)：桃園－捷運迴龍站（與中壢客運聯營）

- 中壢站
  - 111：中壢－南勢
  - 112南：中壢－忠貞（經龍岡路）
  - 115甲：中壢－平東路（先經龍岡路）[23]
  - 115乙：中壢－平東路（先經金陵路）[23]
  - 118：中壢-中壢高中
  - 119：中壢－聯新國際醫院(經育達高中)
  - 120：捷運環北站－太子鎮（桃園客運3月～8月、中壢客運9月～2月，各營運半年）
  - 155：中壢－元智大學
  - 156：中壢－元智大學－內壢家樂福
  - 169：中壢－華勛社區（169A延駛內壢）
  - 229：中壢區公所－外環紅線
  - 230：中壢區公所－外環藍線
  - 231：中壢區公所－龍岡綠線（231A繞興仁路）
  - 232：中壢區公所－龍岡棕線（232A繞興仁路）
  - 233：平鎮區公所－山仔頂紅線
  - 235：平鎮區公所－山仔頂藍線
  - 501：台灣好行-大溪快線 高鐵桃園站－大溪－慈湖（與中壢客運聯營） [24]
  - 503：台灣好行-石門水庫線 中壢－龍潭－石門水庫（例假日行駛）
  - 711：中壢－中正藝文特區－桃園長庚轉運站
  - 5006：中壢－長安路
  - 5008：中壢－龍岡－桃園[23]
  - 5010：中壢－仁美－桃園
  - 5011：中壢－竹巷－桃園[23]
  - 5038：中壢—東福園(經山東)

- 大溪站
  - 263：大溪－恩主公醫院
  - 501：台灣好行-大溪快線 高鐵桃園站－中山高 - 台66線 - 北二高 - 大溪－慈湖（與中壢客運聯營）[25]
  - 502：台灣好行-小烏來線 桃園－大溪－小烏來（例假日行駛）
  - 506：台灣好行-東眼山線 大溪－東眼山國家森林遊樂區
  - 702：大溪－北二高－國道2號－經國轉運站－中山高－桃園長庚轉運站（與中壢客運聯營）
  - 5000：桃園－大溪－至善高中
  - 5090：桃園－大溪－林班口
  - 5091：中壢－大溪－林班口（經龍岡、官路缺、復興）[23]
  - 5093：大溪－蘇樂－巴陵
  - 5094：大溪－三光－砂崙子－巴陵
  - 5096(介壽幹線)：大溪－更寮腳－桃園(5096A單向行駛往桃園繞駛前站)
  - 5097：大溪－竹篙厝
  - 5098：大溪－官路缺－中壢（經龍岡）[23]
  - 5099：大溪－阿姆坪（5099A單向行駛往阿姆坪繞駛台7線美華地區）
  - 5101：大溪－鶯歌
  - 5104(復興幹線)：大溪－復興－羅浮口（5104A繞駛霞雲里、小烏來，5104B單向行駛返大溪溪口台發車）
  - 5105：大溪－小烏來
  - 5106：大溪－霞雲里（5106A單向行駛返大溪繞駛復興－羅浮，5106B單向行駛返大溪繞駛復興區台7線區域）
  - 5107：大溪－蝙蝠洞（5107A單向行駛返大溪繞駛台7線阿姆坪地區及大溪高中，5107B單向行駛往蝙蝠洞繞駛台7線阿姆坪地區及台7線美華地區，5107C單向行駛往蝙蝠洞繞駛台7線阿姆坪地區）
  - 5109：大溪－西浪（5109A單向行駛往西浪繞駛霞雲里及小烏來）
  - 5110：大溪－坪林（5110A繞駛大溪國中）
  - 5112：大溪－更寮腳－八德－中壢

- 龍潭站
  - 206：桃園－大竹－高鐵桃園站 （206A繞駛開南大學；206B繞駛捷運領航站、大園高中；206C繞駛開南大學、捷運領航站、大園高中；206D為直達車；206E為直達車繞駛開南大學）[26]
  - 212：龍潭－九龍里－員樹林－大溪（212A繞駛國軍醫院、埔頂、僑愛）
  - 239：龍潭區衛生所－北水局
  - 501：台灣好行-大溪快線 高鐵桃園站－大溪－慈湖（與中壢客運聯營）[27]
  - 701：國軍桃園總醫院－龍潭－山子頂－中壢－中山高－桃園長庚轉運站（與中壢客運共營）(701A僅行駛至中壢)
  - 712：龍潭－九龍里－員樹林－北二高－土城捷運永寧站
  - 5044：龍潭－十一份－桃園
  - 5048：龍潭－石門水庫
  - 5049：龍潭－逸園
  - 5050：中壢－員樹林－石門水庫（經龍岡）[23]
  - 5051：龍潭－石門山登山口
  - 5053(介壽幹線)：龍潭－九龍里－員樹林－更寮腳－大湳－桃園（5053A繞駛國軍桃園總醫院、往桃園繞駛前站)
  - 5055：中壢－山仔頂－龍潭－石門水庫
  - 5056：桃園－十一份－石門水庫

- 大園站
  - 206：桃園－大竹－高鐵桃園站 （206A繞駛開南大學；206B繞駛捷運領航站、大園高中；206C繞駛開南大學、捷運領航站、大園高中；206D為直達車；206E為直達車繞駛開南大學）[28]
  - 238：紅土厝－長庚醫院桃園分院
  - 302：桃園總站－捷運領航站－高鐵桃園站[20]
  - 302A：高鐵桃園站－大竹－蘆竹區公所（單向行駛）
  - 307：蘆竹區公所－開南大學（307A延駛桃園醫院）
  - 5061：桃園－建國十九村（部分班次繞駛建國八村，部分班次接駛大園）
  - 5077：捷運大園站－柴梳崙－中壢
  - 5078：中壢－建國八村（陳康國小）
  - 5081：大園－洽溪－高鐵桃園站－中壢 (5081A經義民路、下洽溪)
  - 5082：大園－雙溪口－大崙－中壢
  - 5086：大園－五塊厝－大竹－開南大學－桃園（5086A經開南大學及捷運大園站；5086B僅行駛至開南大學)
  - 5087：大園－高鐵桃園站－青埔－中壢（5087A繞駛大園高中）
  - 5089：中壢－青埔－高鐵桃園站－大園－桃園機場
  - 5118：中壢－五塊厝－下內定－中壢

- 竹圍站
  - 201：蘆竹－八德[20]
  - 5014：桃園－南崁－南祥路－捷運山鼻站（5014A繞駛山腳）
  - 5015：桃園－南崁－拔子林－捷運坑口站－竹圍－大園
  - 5016：竹圍－山腳－捷運山鼻站－桃園
  - 5017：竹圍－捷運坑口站－楊厝－中壢
  - 5018：桃園－水尾
  - 5019：沙崙－捷運坑口站－桃園
  - 5020：桃園－捷運山鼻站－下福
  - 5021：桃園－捷運山鼻站－下海湖
  - 5022：竹圍－南崁－桃園（5022A繞駛捷運坑口站）
  - 5023：桃園－拔仔林－捷運大園站－大園
  - 5059：桃園－桃園機場[29]
  - 5069：桃園－捷運山鼻站－赤塗崎－林口
  - 5071：桃園－捷運山鼻站－貓尾崎－林口
  - 5071A：桃園－捷運山鼻站－貓尾崎－赤塗崎－頂社（單向行駛）
  - 5071B：頂社－赤塗崎－貓尾崎－捷運山鼻站－桃園（單向行駛）
  - 5073：桃園－捷運山鼻站－頂社(平日5073A單向行駛返桃園繞駛山腳國中)
  - 5015區間：竹圍－大園

- 觀音站
  - 505：濱海觀光線 中壢－永安漁港－觀音（例假日行駛）[30]
  - 5039：中壢－觀崁/中壢－崁觀
  - 5040：觀音－中厝－桃園(平日部分班次繞駛振聲中學5040A繞駛大園國中，5040B單向行駛返觀音繞駛開南大學)
  - 5041：觀音－白玉－中壢（進觀音工業區）
  - 5042：中壢－新坡－觀音
  - 5043：樹林新村（觀音工業區）－中壢 （5043A繞駛觀音）

- 新屋站
  - 505：濱海觀光線 中壢－永安漁港－觀音（例假日行駛）[31]
  - 5025：新屋－藍埔－中壢
  - 5026：中壢－富源－新坡
  - 5027：中壢－新屋－永安－後湖（5027A繞駛永安漁港）
  - 5030：中壢－下北湖
  - 5031：中壢－福興宮
  - 5032：中壢－石磊－觀音
  - 5033：中壢－保生－觀音
  - 5035：中壢－過嶺－新屋
  - 5027區間：新屋—後湖

### 公路汽車客運路線
- 桃園站
  - 5116：桃園火車站 - 龜山 - 光華坑 - 桃園長庚轉運站 - 中山高 - 高公局 - 中山高 - 松山機場
  - 9005：桃園－中山高－內科－台北市政府（市府轉運站）（與三重客運聯營，9005A繞駛永安路）
  - 9023：桃園－中山高－捷運劍潭站（與台北客運聯營，9023A中正藝文特區發車）

- 中壢站

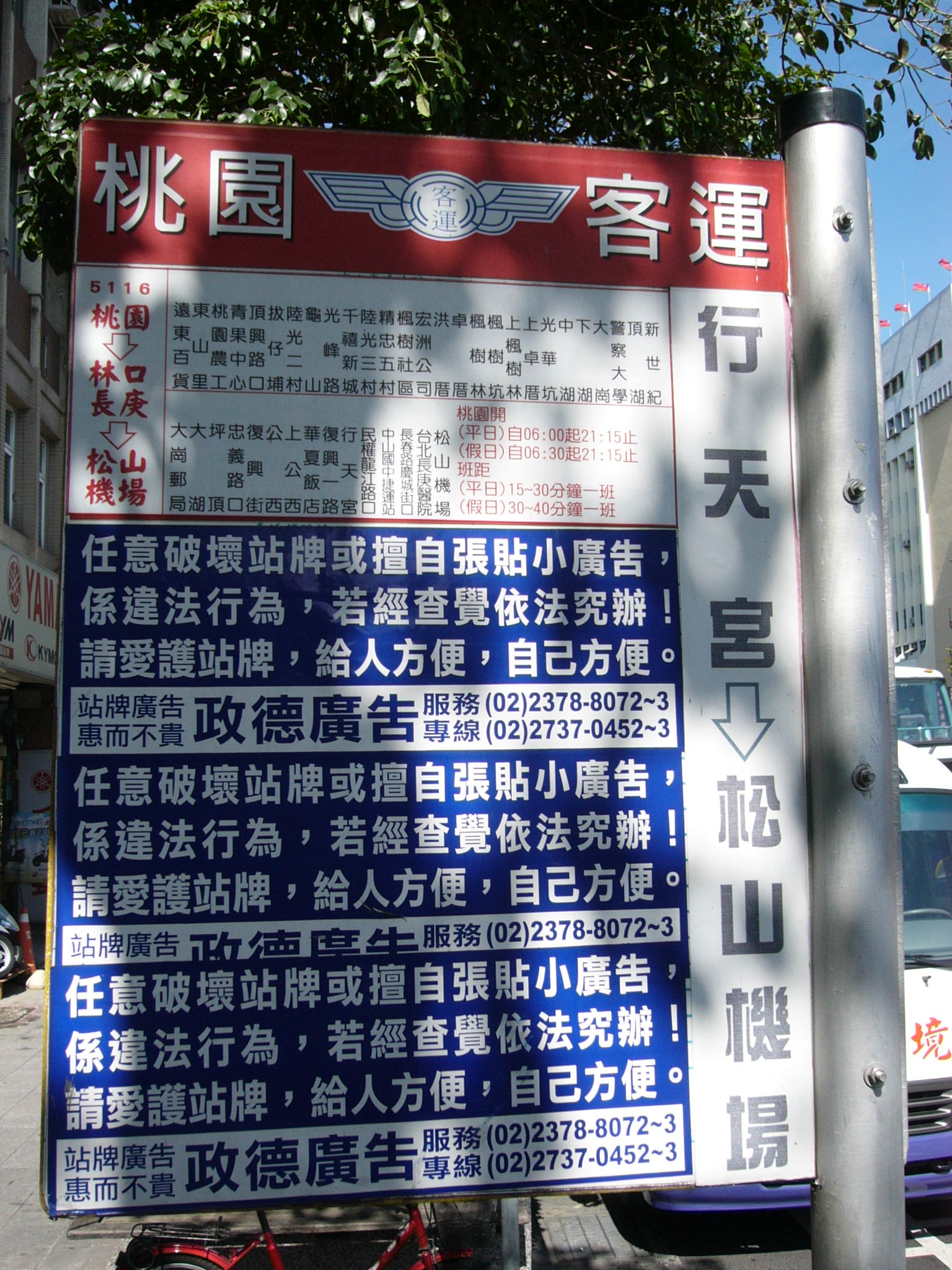
5116線站牌

  - 9025：中壢－捷運松山機場站（與台北客運聯營，9025A繞駛中央大學）

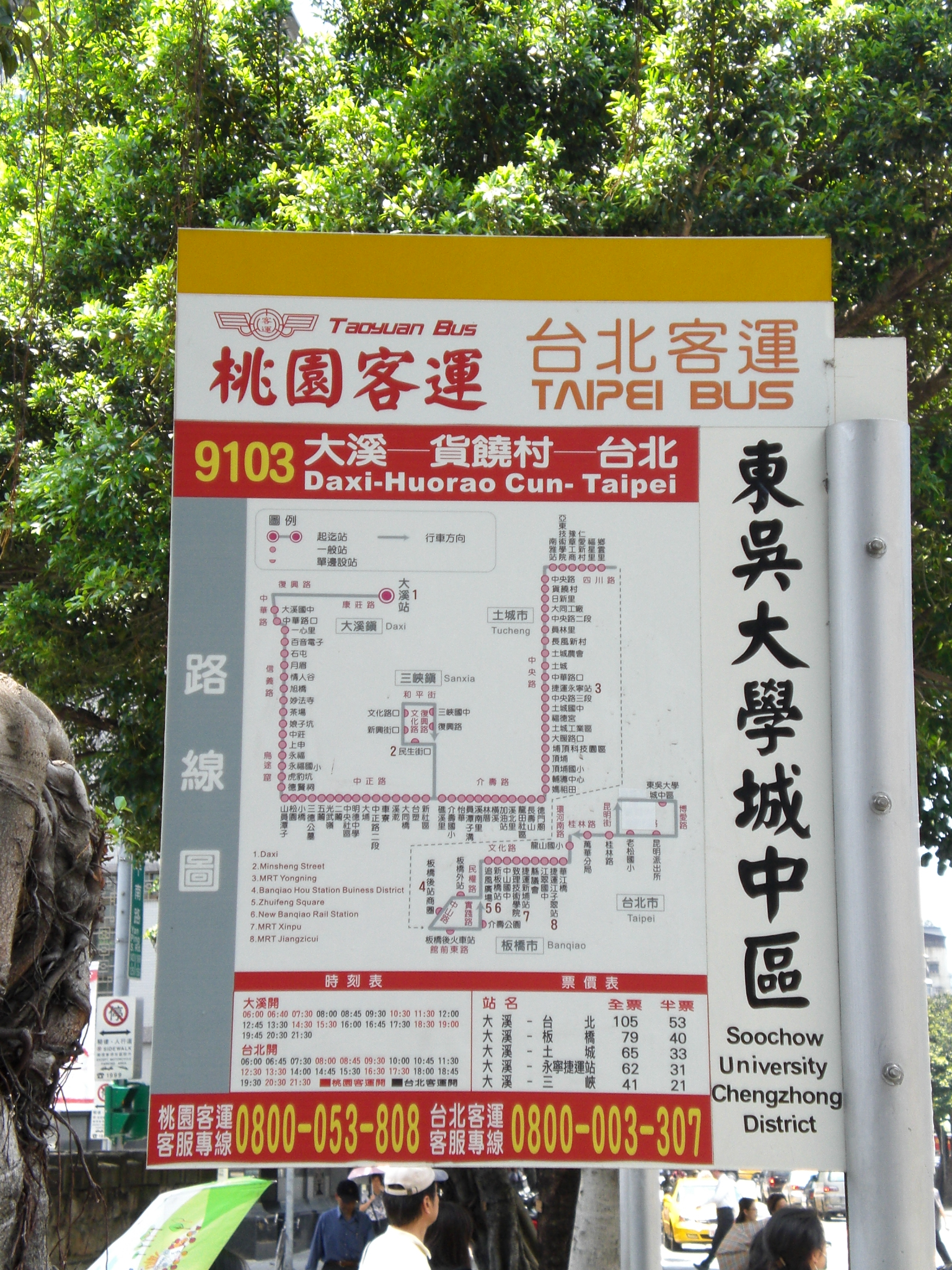
9103線站牌(已停駛)

### 高鐵快捷公車
| 路線編號 | 營運區間                                        | 備註                     |
| -------- | ----------------------------------------------- | ------------------------ |
| 206      | 桃園－高鐵桃園站 Taoyuan － HSR Taoyuan Station |                          |
| 206A     | 桃園－高鐵桃園站 Taoyuan － HSR Taoyuan Station | 繞開南大學、僅行駛去程   |
| 206B     | 桃園－高鐵桃園站 Taoyuan － HSR Taoyuan Station | 繞捷運領航站、僅行駛去程 |
| 206C     | 桃園－高鐵桃園站 Taoyuan － HSR Taoyuan Station | 繞捷運領航站、開南大學   |
| 206D     | 桃園－高鐵桃園站 Taoyuan － HSR Taoyuan Station | 直達車                   |
| 206E     | 桃園－高鐵桃園站 Taoyuan － HSR Taoyuan Station | 直達車、繞開南大學       |

### 新北市公車快速公車
| 路線編號 | 路線名稱                 | 區域           | 備註           |
| -------- | ------------------------ | -------------- | -------------- |
| 952      | 南崁⇔板橋 Nankan⇔Banqiao | 新北市快速公車 | 與首都客運聯營 |

### 桃園捷運線先導公車
| 路線編號       | 路線名稱                                      | 區域       | 備註                 |
| -------------- | --------------------------------------------- | ---------- | -------------------- |
| BR（萬壽幹線） | 桃園⇔捷運迴龍站 Taoyuan⇔MRT Huilong Station   | 捷運棕線   | 與中壢客運聯營       |
| 601            | 內壢⇔捷運迴龍站 Neili⇔MRT Huilong Station     | 捷運棕線   | 經龜山               |
| GR             | 桃園⇔捷運坑口站 Taoyuan⇔MRT Kenkou Station    | 捷運綠線   | 經中正藝文特區、台茂 |
| GR2            | 桃園⇔八德區公所 Taoyuan⇔Bade                  | 捷運綠線   | 經大湳，更寮腳       |
| 171            | 中壢⇔捷運老街溪站 Zhongil⇔MRT Huanbei Station | 捷運機場線 | 經舊社               |

### 國道汽車客運路線
| 路線編號 | 路線名稱                                      | 區域         | 備註           |
| -------- | --------------------------------------------- | ------------ | -------------- |
| 9005     | 桃園⇔台北市政府 Taoyuan ⇔ Taipei City Hall    | 國道客運路線 | 與三重客運聯營 |
| 9023     | 桃園⇔捷運劍潭站 Taoyuan ⇔ MRT Jiantan Station | 國道客運路線 | 與台北客運聯營 |
| 9025     | 中壢⇔松山機場 Zhongli ⇔ Songshan Airport      | 國道客運路線 | 與台北客運聯營 |

### 台灣好行路線
| 路線編號 | 路線名稱   | 備註               |
| -------- | ---------- | ------------------ |
| 501      | 大溪快線   | （與中壢客運聯營） |
| 502      | 小烏來線   | 僅假日行駛         |
| 503      | 石門水庫線 | 僅假日行駛         |
| 506      | 東眼山線   | 僅假日行駛         |

### 學生交通車路線
| 路線編號                    | 營運區間 | 備註 |
| --------------------------- | --- | --- |
| 永福國小學生專車            | | 由大溪站派車 |
| 田心國小學生專車            | | 由大溪站派車 |
| 東興國中學生專車            | 早上營運區間為金車公司-東興國中 | 由中壢站派車 |
| 幸福國中學生專車            | | 由桃園站派車 |
| 龜山國中學生專車            | 1.嶺頂線 2.兔坑線 3.邦坡線 | 由三峽站派車 |
| 大溪國中學生專車            | 1.復興線 | 由大溪站派車 |
| 山腳國中學生專車            | 1.貓尾崎崎海線 | 由竹圍站派車 |
| 大園國中學生專車            | 1.大園國小線 2.彩虹屋線 | 由大園站派車 |
| 青埔國中學生專車            | 1.大江線 2.大園線 3.大園線（直達） 4.青小線(僅放學) | 1.中壢站派車 2.3.4.(放學)大園站派車 |
| 武陵高中學生專車            | 1.下福線(僅放學) 2.大溪線 3.東興龍岡線(僅上學) 4.東興-健保局線(僅放學) 5.大興西路-莊敬線 6.桃園後車站線(僅放學) | 1.(放學)竹圍站派車 2.大溪站派車 3.4.中壢公車站派車 5.6.(放學)桃園站派車                                                                             |
| 中大壢中、中壢高商 學生專車 | 1.大溪線 2.大湳線 3.中壢車站線 4.大園線(僅放學) | 1.大溪站派車 2.中壢站派車 3.中壢公車站派車 4.(放學)大園站派車                                                                                       |
| 桃園高中學生專車            | 1.龍潭線 2.大溪線 3.八德大湳線 4.大園線 5.竹圍線 6.下海湖線 7.省桃線 8.文中線(僅上學) 9.寶慶線 10.慈文線 11.慈文文中線(僅放學)                                                                                     | 1.龍潭站派車 2.大溪站派車 3.三峽站派車 4.大園站派車 5.6.竹圍站派車 7.中壢公車站派車 8.9.10.11.桃園公車站派車                                        |
| 內壢高中學生專車            | 1.平鎮環南線(僅上學) 2.東社線(僅放學) 3.金陵東社線(僅上學) 4.竹圍線 5.大園線(僅上學) 6.永安新屋線 7.觀音線 8.渴望線(僅上學) 9.大坪線(僅上學) 10.石門線(僅放學) 11.龍潭乙線(僅放學) 12.桃園甲線(僅上學) 13.桃園乙線 | 1.2.中壢公車站派車 3.中壢站派車 4.竹圍站派車 5.大園站派車 6.新屋站派車 7.觀音站派車 8.9.10.11.龍潭站派車 12.13.(上學)桃園站派車 13.(放學)三峽站派車 |
| 陽明高中學生專車            | 1.火車站線 2.中壢線 3.竹圍線(僅放學) 4.經國線(僅上學) 5.寶慶線 6.大有線 7.南崁線 | 1.桃園公車站派車 2.中壢公車站派車 3.(放學)竹圍站派車 5.桃園公車站派車 4.6.7.                                                                        |
| 平鎮高中學生專車            | 1.火車站線 2.華勛線 3.龍岡線 4.新屋線 | 1.(上學)2.中壢站派車 3.中壢公車站派車 1.(放學)4.新屋站派車                                                                                          |
| 大園高中學生專車            | 1.南崁線 2.桃園中正A1線 3.桃園中正A2線 4.桃園中正C線 | 1.大園站派車(上學) 1.竹圍站派車(放學) 2.3.4.大園站派車                                                                                              |
| 永豐高中學生專車            | 1.龍潭線 2.平鎮線 3.八德線 4.大湳線 5.中正大有線(僅上學) 6.龜山線(僅放學) 7.中壢線(僅放學) 8.桃園線(僅放學) | 1.龍潭站派車 2.7.8.中壢公車站派車 3(上學).4.6.桃園公車站派車 3(放學).中壢站派車 5.三峽站派車                                                        |
| 南崁高中學生專車            | 1.中正甲線 2.永安寶慶線 3.大園大竹線 5.八德大有線 | 1(上學).2.桃園公車站派車 1.(放學)竹圍站派車 3.大園站派車 5.中壢站派車                                                                               |
| 壽山高中學生專車            | 1.大園線 2.內壢線 3.八德線 4.大有線(僅放學) 5.竹圍線(聯邦)(僅上學) 6.竹圍線(南祥路) 7.中正線 8.寶慶線 9.林口線(僅放學) 10.遠百線(僅放學)                                                                           | 1.大園站派車 2.中壢站派車 3.4.7.(上學)桃園公車站派車 5.6.竹圍站派車 8.10.三峽站派車 7.(放學)9.桃園站派車                                            |
| 大溪高中學生專車            | 1.桃園AC線 2.桃園B線 3.桃園DF線 4.桃園E線 5.中壢ACE線 6.中壢BD線 7.龍潭A線 8.龍潭BCE線 9.龍潭F線 | 1.2.3.4.大溪站派車 5.6.中壢站派車 7.8.9.龍潭站派車                                                                                                  |
| 觀音高中學生專車            | 1.大園線 2.新屋永安線 3.過嶺富源線 4.觀音線(僅放學) 5.草漯國小線(僅放學) | 1.4.(放學)5.(放學)觀音站派車 2.3.新屋站派車 |
| 振聲高中學生專車            | 1.中壢線(僅放學) 2.龍潭線(僅放學) 3.大溪線 4.觀音線(僅放學) 5.大園線 6.八德線(僅放學) 7.龜山線 8.嶺頂線 | 1.(放學)中壢公車站派車 2.(放學)龍潭站派車 3.大溪站派車 4.(放學)觀音站派車 5.大園站派車 6.(放學)桃園站派車 7.8.桃園公車站派車                        |
| 新興高中學生專車            | 1.後站線(僅放學） 2.桃園－新興高中 3.桃園線 4.中壢線 | 1.3.4.中壢公車站配車 2.桃園公車站配車 |
| 育達高中學生專車            | 1.3線 2.8線 3.21線 4.50線 5.O線 | 1.由新屋站派車 2.龍潭站派車 3.三峽站派車 4.5.觀音站派車                                                                                             |
| 忠信高中學生專車            | 1.楊梅線 | 由新屋站派車 |
| 鶯歌高職學生專車            | 1.甲線 2.乙線 | 由桃園站派車 |
| 環訓所專車                  | 由中壢站派車 | |

## 區免費公車
自2001年開始行駛由各鄉鎮市公所開辦之循環路線公車，目前有下列路線
- 桃園區免費公車
  - L110　　　　　埔子紅線
  - L111　　　　　埔子藍線

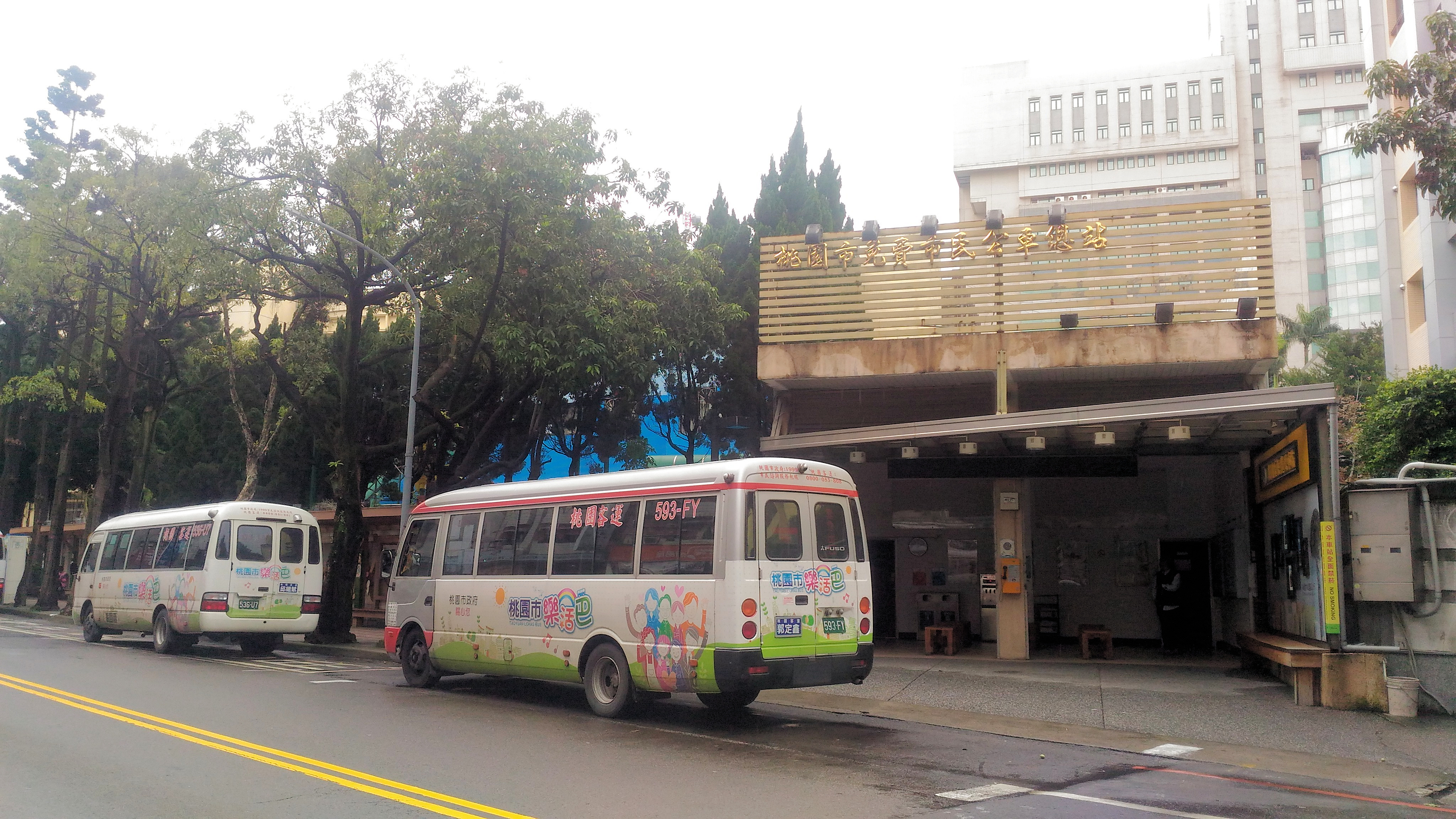
位在桃園區公所附近的桃園市免費市民公車總站，為桃園區L110、L111免費公車路線的起始站

  - L112　　　　　府前線（使用低地板公車）

- 觀音區幸福巴士
  - T512　　　　　觀音站-桃園長庚轉運站(桃客觀音站往高鐵桃園站、林口長庚，假日停駛)
  - T516Ｂ　　　　觀音區公所-草漯（延駛觀音高中，假日停駛）

- 新屋區免費公車
  - L601　　　　　新屋一線
  - L602　　　　　新屋二甲線
  - L602Ａ　　　　新屋二甲線(繞駛永安漁港、不繞駛動保園區)
  - L602Ｂ　　　　新屋二甲線(繞駛永安漁港、動保園區)
  - L603　　　　　新屋二乙線
  - L603Ａ　　　　新屋二乙線(繞駛永安漁港、不繞駛動保園區)
  - L603Ｂ　　　　新屋二乙線(繞駛永安漁港、動保園區)
  - L605　　　　　高鐵線
  - L605Ａ　　　　高鐵線(延駛長庚醫院)
  - L617　　　　　東明大坡線

- 大溪區免費公車
  - L701　　　　　河東線
  - L701Ａ　　　　河東線(延駛向天坡)
  - L705　　　　　環西甲線
  - L706　　　　　環西乙線
  - L712　　　　　河東線假日２

## 復興區幸福巴士
- F901　　　　　復興<->市界
- F901Ａ　　　　復興<->市界(不繞嘎色鬧)
- F902　　　　　復興<->新興(繞上高義、三光)
- F902Ａ　　　　復興<->新興
- F906　　　　　三民<->東眼山(經蝙蝠洞)

## 關係事業
- 桃客旅行社股份有限公司
- 桃客資產開發股份有限公司 （页面存档备份，存于）